# Костелина Лука Ількович
Лука́ І́лькович Костели́на (23 березня 1930, Ялинкувате — 13 квітня 2024, Чикаго) — український громадський діяч зарубіжжя.

## Життєпис
Народився в родині Ілька та Олени Костелинів. Батько крамарював, працював рахівником, брав активну участь у роботі «Просвіти». 1936 року Ілько Костелина вступив до ОУН.
З наближенням у 1944 році «визволителів» довелося родині перебиратися в Європу, зокрема, у Німеччину.
Закінчив українську гімназію у таборі для переміщених, по тому — у Мюнхені заочні курси українознавства Українського вільного університету. У 1949 році осів у Чикаго.
1951 році вступив на комерційний відділ університету De Paul, студіював менеджмент та фінанси. Ставши до праці, продовжив навчання з індустріального керівництва за магістерською програмою.
У 1950-1960-х роках був активістом Республіканської партії США. В 1954—1956 роках служив в американському війську, був гарматником.
Останні роки перед пенсією працював за фахом — керівник в фірмі по виробництву алюмінію.
Брав активну участь у громадському та релігійному житті української громади, належав до різних організацій, головував осередком Спілки української молоді в Чикаго. Був заступником голови Чиказького відділу Українського конгресового комітету Америки. Вчителював у суботній школі українознавства — викладав історію та географію в старших класах.
Працював співредактором журналу «Січ» Спілки української молоді Чикаго, видавав Бюлетень батьківського комітету при Школі українознавства.
1959 року опрацював та зредагував видання про осередок СУМу ім. Павлушкова в Чикаго — з нагоди 10-ліття його діяльності.
В 2003 році фінансово допоміг на спорудження у Ялинкуватій нового корпусу школи. Також фінансував ремонт та розпис церкви у своєму селі.
2008 року був головним редактором пропам'ятної книжки «Собор Поколінь» парафії святих Володимира і Ольги з нагоди 40-річчя.
Верховний архієпископ Києво-Галицький Блаженніший Любомир кардинал Гузар Луці та Марії Костелинам зробив особисту подяку — за офіру на будівництво Патріаршого собору у Києві.
Святійший Патріарх Київський і всієї Руси-України Філарет відзначив його журналістську працю у газеті «Українське Слово», нагородивши орденом святого Архистратига Михаїла.
Помер 13 квітня 2024 року в Чикаго, США.